# بادغان شهيد أب شناسان
بادغان‌ شهيد أب‌ شناسان هي قرية في مقاطعة أرومية، إيران. يقدر عدد سكانها بـ 1904 نسمة بحسب إحصاء 2016.